# تریشا هلفر
تریشا هلفر (انگلیسی: Tricia Helfer؛ زاده ۱۱ آوریل ۱۹۷۴) یک بازیگر کانادایی-آمریکایی است. او مدل Cylon شماره شش را در سری بازی‌های ناوبر فضایی گالاکتیکا (۲۰۰۴ الی ۲۰۰۹) بازی کرد. او همچنین صداپیشگی سارا کریگان در استارکرفت ۲ را بر عهده داشت. او در سریال تلویزیونی لوسیفر (۲۰۱۶–۲۰۲۱) نقش شارلوت ریچاردز/الهه آفرینش را بازی کرد.
از فیلم‌هایی که وی در آن نقش داشته‌است، می‌توان به زنان قاتل، سوپرنچرال، حافظه، خانه باز، جاعل و لوسیفر اشاره کرد. او همچنین صداپیشه سونیا بلید در مورتال کامبت اکس بوده‌است.

## اوایل زندگی
هلفر در روستایی دونالدا، آلبرتا، کانادا، در خانواده دنیس و الین هلفر متولد شد. او اصالتاً آلمانی، انگلیسی، سوئدی و نروژی دارد.
او در دبیرستان ویلیام ای. هی کامپوزیت در استتلر، آلبرتا تحصیل کرد. او با سه خواهرش: ترنا، تامی و تارا در مزرعه غلات خانواده زندگی و کار می‌کرد.
هلفر در سن ۱۷ سالگی توسط یک پیشاهنگ آژانس مدلینگ در حالی که در صف یک سالن سینما ایستاده بود، کشف شد.